# Ходжинс, Арчи Латимер
Арчи Латимер Ходжинс (англ. Archie Latimer Hodgins; 19 июня 1876, Миддлсекс-Сентер — 4 июля 1966) — канадский фермер и государственный деятель. Член палаты общин Канады от Прогрессивной партии.

## Биография
Родился в Эттрике, Онтарио. Был избран в парламент от Онтарио на всеобщих выборах 1921 года. По окончании своего единственного срока в 14-м созыве нижней палаты канадского парламента, Арчи Ходжинс проиграл в 1925 году выборы представителю консерваторов Адаму Ходжинсу.